# Epidendrum pallens
Epidendrum pallens är en orkidéart som beskrevs av Heinrich Gustav Reichenbach. Epidendrum pallens ingår i släktet Epidendrum och familjen orkidéer. Inga underarter finns listade i Catalogue of Life.